# 위험부담
위험부담(危險負擔)이란 채권법에서  매매계약과 같은 쌍무계약의 체결과 완전한 이행 사이의 일정한 시점에서 계약당사자 쌍방의 책임 없는 사유로 인해 발생한 물품의 멸실 또는 훼손을 매도인과 매수인 중 누가 부담하는가 하는 문제이다.매매계약과 같은 쌍무계약의 체결 후 그리고 그 목적물, 예컨대 가옥의 인도 전에 가옥이 매도인의 과실에 의하여 소실되면 매도인의 인도채무가 손해배상채무로 변경될 뿐으로(민법 390조)) 매수인의 대금채무는 존속한다. 그러나 매도인의 책임으로 돌릴 사유(歸責事由)가 아니고 불가항력 등으로 소실된 경우 매도인의 채무는 소멸하지만 매수인의 대금채무는 어찌 되는가. 만약 그와 같은 사태가 발생하는 경우 매수인의 대금채무도 소멸한다면 손실은 매도인의 부담으로 되고, 대금채무가 소멸되지 않으면 손실은 매수인의 부담으로 된다. 위험부담은 이론상 계약 당사자 가운데 어느 일방만이 위험을 부담하는 것으로 하여 해결하는 방법과 계약 당사자 쌍방에 위험을 분담케 하여 해결하는 방법을 생각할 수 있다. 그러나 전자의 방법을 취하는 입법이 있을 뿐이다.
그리고, 위험을 부담하는 주체의 변경문제를 위험이전이라고 한다.
매도인과 매수인간의 위험부담문제를 결정함에 있어서는 이론적인 측면보다는 실질적인 측면이 우선 고려되어야 한다. 즉, 당사자 중 어느 쪽이 가장 적은 비용으로 표준관습에 따라 물품을 부보할 수 있고, 물품을 관리할 수 있는 위치에 있는지, 또 손해가 발생하였을 경우 그 손해를 산정하고 보험자에게 보험금의 지급을 청구함에 있어 누가 더 유리한 위치에 있는지 등이 고려되어야 한다. 나아가 위험을 어떻게 분배하는 것이 당사자간의 분쟁을 극소화시킬 수 있는지도 고려되어야 한다.

## 위험
일반적으로 계약법에서 “위험”이라 함은 급부의 대상물이 우연한 사정으로 인하여 계약의 성립시부터 완전한 이행 사이에 멸실 또는 손상되거나 또는 다른 이유로 인하여 매도인이 더 이상 급부할 수 없게 되는 경우를 말한다. 위험은 매도인이 물품을 인도하기 전부터 물품의 운송중, 그리고 매수인이 물품을 검사하여 인수거절한 후에도 발생할 수 있다. 여기서의 위험은 당사자의 귀책사유가 없이 발생하는 물품의 우연한 멸실 또는 손상을 전제로 한다.

## 위험부담의 세가지 학설
위험부담에는 다음과 같은 세 주의가 있다.
1. 채무자주의 (게르만 고유법 → 독일민법 계통)
2. 채권자주의 (로마법 → 프랑스민법·스위스채무법 계통)
3. 소유자주의 (영미법 계통) 등

대한민국의 경우 채무자주의를 취하고 있다(민법 537조). 구민법도 채무자주의를 원칙으로 하고 예외적으로 채권자주의에 의하고 있었으나 그 예외가 너무 광범하여 실질적으로는 채권자주의에 가까운 것이었다. 즉 구민법은 특정물에 관한 물권의 설정 또는 이전을 목적으로 하는 쌍무계약에서 그 목적물이 채무자에게 책임없는 사유로 멸실(滅失)·훼손한 때에는 채권자가 위험을 부담하는 것으로 하고, 이 원칙을 다시 불특정물에 관한 계약에서 그 물건이 확정한 때부터 적용하는 것으로 하였다. 그러나 현행 민법은 이러한 예외를 일체 인정하지 않고 완전히 채무자주의로 일관하고 있다(민법 537조).

#### 위험부담 채권자주의
위험부담 채권자주의(危險負擔 債權者主義)는 위험은 채권자가 부담하여야 한다는 주의이다. 구민법에서는 가옥 즉 특정물의 매매 등에서 매도인 즉 인도채무자의 귀책사유에 의하지 않고 가옥의 전부 또는 일부가 멸실 내지 훼손되면 매수인 즉 인도채권자가 그 귀책사유에 의하지 않은 불가항력과 같은 경우에도 손실을 부담해야 한다는 것이 위험부담에서의 채권자주의이다. 맥주 100상자의 주문에 응했을 경우와 같은 불특정물의 매매계약에서는 창고에서 100상자를 나누어 트럭에 실어 불특정물이 특정된 후에는 특정물의 취급을 받기 때문에 위에서와 마찬가지로 매도인측의 귀책사유 없이 충돌사고 등으로 맥주가 파손되는 경우 그 손실은 역시 매수인의 부담이 된다는 것이다(구민법은 이를 규정했으나 현행 민법은 규정하지 않음). 그런데 가옥 또는 맥주의 소유자는 매매의 의사표시만으로 매도인으로부터 매수인에게 이전하고(188조, 196조), 바로 매수인은 전매의 이익이나 가격등귀의 이익을 얻을 수 있기 때문에 손실도 또한 부담하는 것이 공평하다고도 생각된다. 그러나 반드시 전매한다고 할 수도 없고 반대로 가격하락도 있을 수 있으므로 반드시 공평하다고 할 수 없다. 또 매수인의 소유권 취득은 제3자에게 가옥의 등기 또는 맥주의 인도가 끝날 때까지 대항할 수가 없다(186조, 188조, 523조). 뿐만 아니라 당사자간에 ① 대금인도는 등기와 동시 ② 그리고 그때까지는 소유권도 이전하지 않는다라는 등의 특약이 있는 경우에도 등기 전에 가옥이 소실되면 역시 매수인은 대금지급을 면할 수 없다고도 하여 이 채권자주의가 매수인에 대하여 너무 가혹하다는 것을 부인할 수 없다. 상사매매(商事賣買)라면 투기성이 강하므로 채권자주의가 공평하다고도 할 수 있다.

#### 위험부담 채무자주의
위험부담 채무자주의(危險負擔 債務者主義)는 채무자가 위험을 부담해야 한다는 주의이다. 예를 들면 가수가 텔레비전 방송에 출연한다는 계약의 경우, 가수나 텔레비전 방송회사에도 귀책사유가 없는 정전사고 등으로 인하여 출연채무(出演債務)가 이행불능이 되면 채무자 즉 가수는 보수청구를 할 수 없으며, 손실을 부담해야 한다(537조 참조). 다만 텔레비전 방송회사에 귀책사유가 있으면 손실은 물론 그 회사의 부담이 되며(538조) 이 경우에도 가수는 출연하지 않음으로써 절약된 비용 즉 반주자(伴奏者)에게 지급하기로 된 사례금 등은 공제해야 한다. 위험부담에 있어서 민법이 취하고 있는 채무자주의는 어디까지나 당사자 쌍방의 책임 없는 사유로 인하여 이행불능이 된 경우에만 적용된다(537조). 그러므로 전술한 바와 같이 이행불능이 채권자의 귀책사유로 인한 때에는 채권자주의를 취하여 채무자의 반대급부(이행)를 청구할 권리가 소멸하지 않는다고 되어 있다(538조 1항). 그리고 또 채권자가 수령지체 중 불가항력(당사자 쌍방에 책임이 없는 사유)으로 인하여 이행불능이 된 때에도 채권자주의를 적용한다는 뜻을 명시하고 있다(538조 1항). 이것은 타당한 입법태도이다.

#### 위험부담 소유자주의
위험부담(危險負擔 所有者主義)는 소유권자가 위험을 부담하여야 한다는 주의이다. '재해(災害)는 소유자가 받는다'라는 원칙에 의하여 물건의 멸실·훼손 당시에 그 물건에 관하여 소유권을 가지는 자가 그 위험을 부담하는 것이 자연스러우며, 소유권이 채권자에게 이전한 때부터 채권자가 그 부담을 부담케 하는 주의이다. 이러한 소유자 주의는 영미법계(英美法系)에서 취하는 주의이다.

## 각국별 입법례

### 대한민국
대한민국 민법은 위험부담에 관하여 2개 조문을 두고 있을 뿐, 국제 물품 매매 계약에 관한 국제 연합 협약과는 달리 위험이전에 관한 직접적 규정을 두고 있지 않다. 따라서 위험이전에 관해서는 학설과 판례의 해석론에 미루어져 오고 있다.

##### 위험의 부담의 법리가 적용되기 위한 요건
1. 쌍무계약일 것
2. 일방의 채무가 후발적으로 불능이 될 것
3. 불능에 채무자의 귀책사유가 없을 것
4. 위험부담법리의 적용배제에 관한 특약이 없을 것
5. 채권자가 대상청구권을 행사하지 아니하였을 것